# ۶۱۷ (خورشیدی)
۶۱۷ ششصد و هفدهمین سال هجری خورشیدی است.